# Nuthinaw Mountain
Nuthinaw Mountain är ett berg i Kanada.   Det ligger i provinsen British Columbia, i den centrala delen av landet, 3 900 km väster om huvudstaden Ottawa. Toppen på Nuthinaw Mountain är 1 732 meter över havet, eller 480 meter över den omgivande terrängen. Bredden vid basen är 6,6 km.
Terrängen runt Nuthinaw Mountain är varierad.Trakten runt Nuthinaw Mountain är nära nog obefolkad, med mindre än två invånare per kvadratkilometer.. Det finns inga samhällen i närheten.